# Герард, Иван Кондратьевич

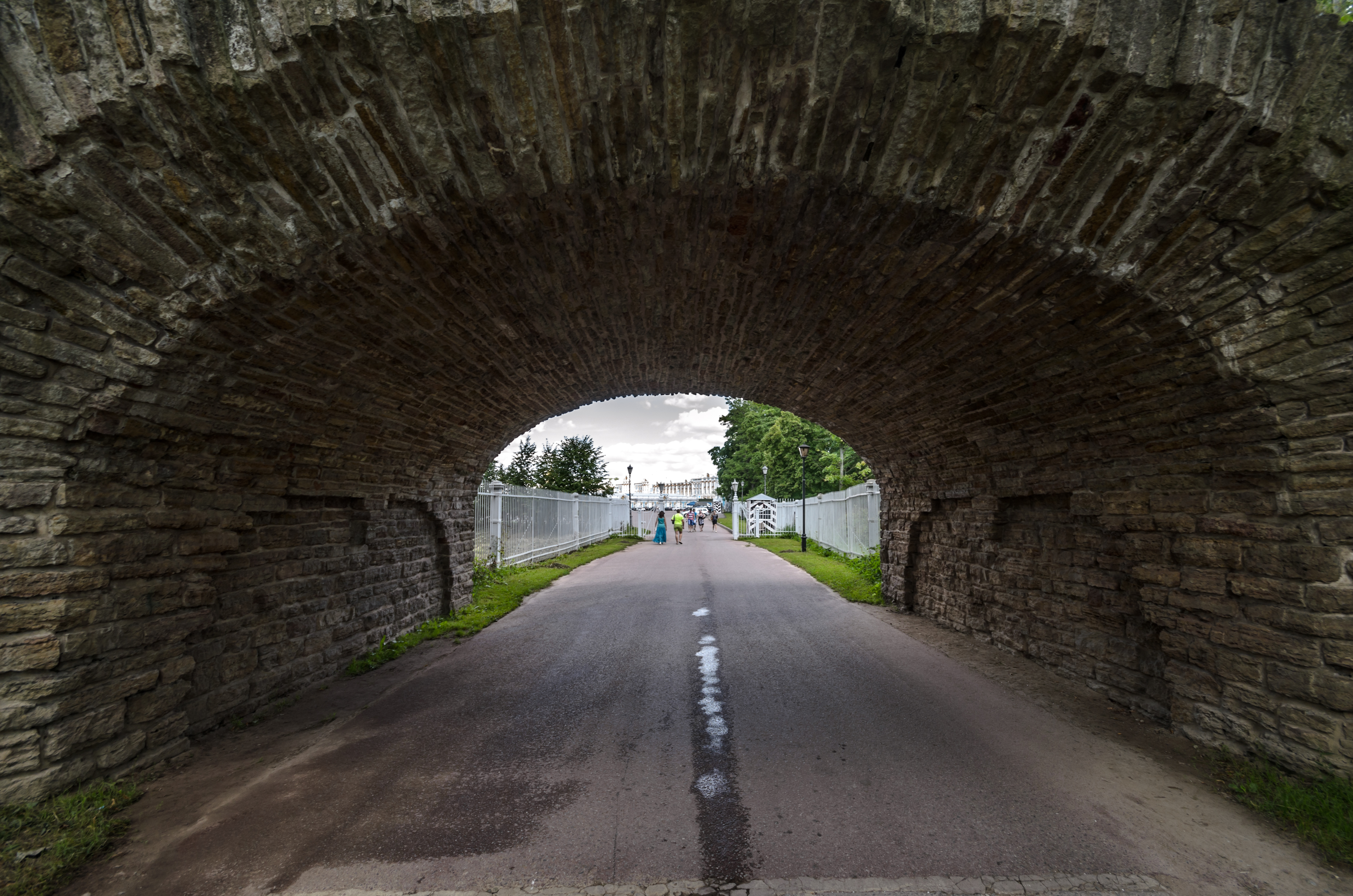
Малый каприз, один из сохранившихся памятников архитектуры, созданный на базе инженерных проектов Герарда

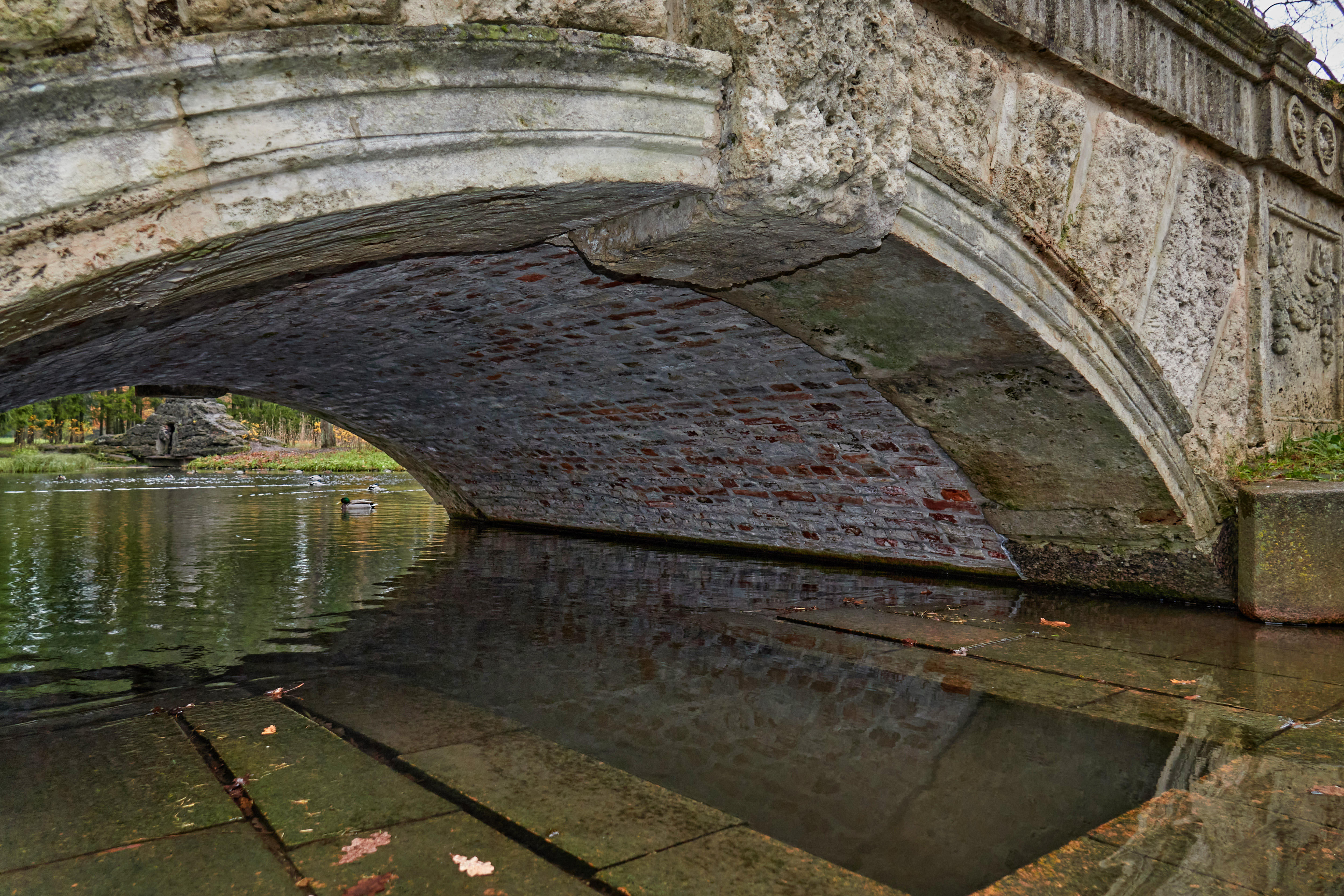
Пудостский мост

Иван Кондратьевич Герард (нем. Johann Conrad Gerhard, 13 мая 1720 года, Швабия — 8 июня 1808 года) — российский военный инженер, тайный советник.

## Биография
Иван Герард родился 13 мая 1720 года в Швабии.
Первоначальное образование получил в Германии. Окончил образование в Петербурге при Академии наук. Поступил на российскую службу в 1765 году под начальство главного директора водяных коммуникаций графа Сиверса.
В 1790 году в чине действительного статского советника Иван Кондратьевич Герард занимал должность архитектора при Императорских водяных строениях. Выполнил многие важные проекты для Вышневолоцкой системы и Ладожского канала.
В 1798 году при учреждении департамента водяных коммуникаций, Герард был назначен его членом.
С 1798 года И. К. Герард наблюдал за производством работ на Вельевском канале (водопровод для снабжения водой Вышневолоцких каналов). Герард составил проект и наблюдал за работами по постройке Московского водопровода.
Иван Кондратьевич Герард умер 8 июня 1808 года.

## Награды
- Орден святого Владимира 3-й степени.
- Орден святой Анны 1-й степени[1].
- Орден святого Иоанна Иерусалимского 2-й степени (26 июня 1800 г.).

## Семья
Имел четырёх сыновей и дочь. Среди них:
- Антон Иванович (умер в 1830 году) — инженер-генерал-майор, помещик, владелец подмосковной усадьбы Большое Голубино, член-учредитель Московского общества сельского хозяйства
- Фёдор (Фердинанд) Иванович (родился в 1761 году, умер 9 августа 1829 года) — инженер-генерал-лейтенант, член департамента водяных коммуникаций
- Логгин Иванович (ум. 1807) — генерал-майор
- Шарлотта Ивановна — жена генерала Ивана Ивановича Германа фон Ферзена